# Jean-Paul Mendy
Jean-Paul Mendy (født 14. december 1973 i Mantes-la-Jolie i Yvelines i Frankrig) er en professionel bokser fra Frankrig, der vandt bronze i mellemvægtdivisionen(-75 kg)i World Amateur Boxing Championships i 1997 i Budapest i Ungarn.

## Amatør
Den højrefodede bokser repræsenterede sit hjemland ved Sommer-OL 1996 i Atlanta i Georgia, hvor han blev besejret i første omgang af Tysklands Sven Ottke på point (4-11).

## Professionelle karriere
Mendy fik sin professionelle debut den 22. december 2000, da han slog landsmanden Guy Dia-Njoh på knock-out i anden omgang. Han er ubesejret som professionel, og har en uafgjort kamp mod Anthony Hanshaw.
Mendy boksede mod Sakio Bika den 31. juli i Las Vegas, for en chance om at møde IBF-supermellemvægtmesteren Lucian Bute. Bike tabte kampen ved diskvalifikation i 1. omgang efter at han slog Mendy ud med et slag efter en et knockdown og mens Mendy stadig var på knæ.